# Кот Сент Андре
Кот Сент Андре (фр. Côte-Saint-André) насеље је и општина у источној Француској у региону Рона-Алпи, у департману Изер која припада префектури Вјен.
По подацима из 2005. године у општини је живело 4968 становника, а густина насељености је износила 151 становника/km². Општина се простире на површини од 27,93 km². Налази се на средњој надморској висини од 347 метара (максималној 582 m, а минималној 335 m).

## Демографија
| 1962. | 1968. | 1975. | 1982. | 1990. | 1999. | 2011. |
| ----- | ----- | ----- | ----- | ----- | ----- | ----- |
| 3.421 | 3.522 | 3.865 | 3.857 | 3.966 | 4.240 | 4.886 |